# Felicia Santizo
Felicia Santizo de García (Portobelo, Colón, Panamá, 5 de febrero de 1893-La Habana, Cuba, 1963) fue una educadora panameña afrodescendiente, investigadora pionera en el estudio de la cultura y el folclor afropanameño, feminista activista fundadora de la Unión Nacional de Mujeres.

## Biografía
Nació en el poblado de Portobelo, Colón, Panamá, hija de Florencia Henríquez y José de Jesús Santizo, ambos también nacidos en Portobelo.  Su padre creía en la importancia de la educación de las mujeres y ayudó a su hija, cuando tenía 16 años, a ingresar a la Escuela Normal de Institutoras en la Ciudad de Panamá en 1909. En 1914, se graduó de maestra de primera enseñanza en la Escuela Normal de Institutoras en Ciudad de Panamá. Se destacó por organizar los primeros clubes de padres de familia, comedores escolares, bibliotecas y roperos 1934.
Fundó la Escuela de Menores Desajustados Sociales y Emocionales en el Gimnasio Everardo Núñez en Colón, creó coros y grupos de teatro escolares.De igual forma participó de forma activa en el movimiento inquilinario de Colón y fue delegada por Colón en el Primer Congreso Feminista de Panamá en 1923. Fue miembro fundadora del Partido Feminista en 1930, miembro del partido Comunista y del Partido del Pueblo en 1943 y presidenta de la Comisión de Prensa de la junta directiva de Colón. En 1944 integra la Unión Nacional de Mujeres y estuvo en la dirigencia de la Asociación de Profesores de la República de Panamá, en 1945 fue candidata de libre postulación a alcalde.
En 1948 participó como candidata a la primera vicepresidencia del país con el candidato Cristóbal L. Segundo. Desde el año 1923, en el sistema educativo de Panamá el analfabetismo era del 70% en adultos, ella utilizó sus conocimientos de música para desarrollar un método de alfabetización para enseñar a leer y escribir a niños y adultos que plasmó en dos libros escritos basados en la experiencia de sus años de magisterio. Es autora del himno del deporte del Colegio Abel Bravo en Colón, así como de las piezas musicales El Cangrejal y qué bonito es Panamá. Durante los años 1940 y 1950, realizó investigaciones sobre el folklore afropanameño; estudió las culturas de los grupos africanos costeños del país y organizó el primer Ballet Nacional de los negros congos. Publicó la monografía Los Congos Negros.

## Libros
- El método natural de lectura, escritura. Guía metodológica. Boletín de ejercicios prácticos
- El método natural de lectura escritura por combinaciones. 1938